# Axis (企業)
株式会社Axis（英文社名：Axis Inc.）は北海道札幌市に本社をおくインターネット関連企業。2005年9月に設立。

## 概要
検索エンジン最適化を中心とした集客・分析・改善のWebプロモーションを行う。

## サービス
- SEOソフトウェア事業「seoマスターProfessional」[4]
- ウェブ集客診断サービス「ウェブ大魔王」[5]
- SEO対策事業

## 受賞
- WEBマーケティング・WEBコンサル・SEOのプロ100社 経営通信社Web（ヴィンテージマネジメント株式会社運営）[6]